# Saula serraticollis
Saula serraticollis es una especie de coleóptero de la familia Endomychidae.

## Distribución geográfica
Habita en el Congo y en Camerún.